# Chromis mamatapara
Chromis mamatapara là một loài cá biển thuộc chi Chromis trong họ Cá thia. Loài này được mô tả lần đầu tiên vào năm 2020.

## Từ nguyên
Từ định danh mamatapara bắt nguồn từ māmata para trong tiếng Rapa Nui dùng để chỉ loài cá này và có nghĩa là "con cá thia màu vàng", hàm ý đề cập đến màu sắc cơ thể của chúng khi còn sống.
C. mamatapara còn có tên thông thường là Michel's chromis, được đặt theo tên của Michel Garcia, người đã giúp đỡ các tác giả rất nhiều công tác thực địa ở đảo Phục Sinh.

## Phạm vi phân bố và môi trường sống
C. mamatapara hiện chỉ được tìm thấy ở ngoài khơi đảo Phục Sinh, đảo Isla Salas y Gómez và gần núi lửa ngầm Pukao (cách khoảng 85 km về phía tây đảo Phục Sinh). Do có tỉ lệ đặc hữu cao mà C. mamatapara cũng được cho là một loài đặc hữu của khu vực này.
C. mamatapara được quan sát và thu thập ở độ sâu từ 90 đến 230 m trên nền cát, gần các rạn đá ngầm được bao phủ bởi rhodolith (một loại tảo đỏ có lớp vỏ hóa vôi giống với san hô cứng) và san hô Stichopathes (thuộc san hô đen), hay gần các rạn san hô chết (hoặc gần chết) của Leptoseris.

## Mô tả
C. mamatapara có chiều dài cơ thể lớn nhất được ghi nhận là 15 cm.
Màu sắc của các mẫu vật khi vừa mới chết: toàn thân có màu xanh tím nhạt  có ánh kim. Gốc vây lưng, một phần thân trên dọc lưng và vùng đầu có màu vàng nâu. Mống mắt màu vàng. Rìa vây lưng, vây ngực, cuống đuôi và vây đuôi có màu vàng; vây bụng và vây hậu môn có màu vàng nâu. Màu sắc khi quan sát dưới nước: toàn thân có màu váng lục, ít sắc nâu hơn và sẫm vàng hơn ở lưng. Trong các bức ảnh chụp dưới nước, một số cá thể có đốm trắng trên cuống đuôi, ngay phía sau vây lưng.